# Babou Cham
Babou Cham (Bakau, Gàmbia, 1976) és un actor català d'origen gambià.

## Filmografia

### Cinema
- Una casa de bojos, de Cédric Klapisch (2002)
- Sévigné, de Marta Balletbò-Coll (2004)
- En la carretera, d'Amadeu Artasona (2005)
- Cargo, de Clive Gordon (2006)
- El asesino a sueldo, de Salomón Shang (2009)
- Catalunya über alles!, de Ramon Térmens (2011)[2]

### Teatre
- La llavor del foc (2008), sala la Planeta, dir. Carlota Subirós.[3]

### Televisió
- Plats bruts (2001)
- Pepe Carvalho (2003)
- Omar Martínez (2006)
- El cor de la ciutat (2007)[4]
- Vinagre (2008)
- Ventdelplà (2009)[4]
- Alakrana (2010)
- Piratas (2011)

## Premis
- Menció Especial del Festival de Málaga 2011, per Catalunya über alles!